# Ридигер, Ханс-Юрген
Ханс-Ю́рген Ри́дигер (нем. Hans-Jürgen Riediger; род. 20 декабря 1955, Финстервальде) — немецкий футболист, нападающий. Выступал за сборную ГДР.

## Карьера
Ридигер провёл всю свою профессиональную карьеру в берлинском футбольном клубе «Динамо», подписав с ней контракт в 1972 году. Он сыграл почти двести игр в составе этой команды, став в итоге шестикратным победителем чемпионата ГДР. Он закончил карьеру по итогам сезона 1983/84, в котором его команда победила в шестой раз подряд.

## Сборная
Ридигер с 1972 по 1984 годы играл в составе сборной ГДР. В составе этой сборной он участвует в Олимпийских играх, где становится чемпионом.
В этой сборной он провёл более сорока игр, в которых забил шесть голов.

## Достижения
«Динамо» (Берлин)
- Чемпионат ГДР по футболу (6): 1978/79, 1979/80, 1980/81, 1981/82, 1982/83, 1983/84

Сборная ГДР
- Олимпийские игры (1): 1976